# Polismordet i Göteborg 1900
Polismordet i Göteborg 1900 skedde på kvällen pingstdagen den 3 juni 1900 i Gamlestaden, Göteborg då poliskonstapel Johan Fredrik Hedén (46 år) knivskars till döds i tjänsten av Victor Emanuel Jansson (23 år). Detta var det första polismordet i Sverige under 1900-talet.

## Händelsen
Poliskonstapel Hedén och hans kollega Fredén hade avhyst Victor Jansson, född 18 september 1877, och hans bror Arvid (17 år) från cigarrhandlare Hindbergs butik på Ånäsvägen strax invid inkörsporten till Gamlestadens fabriker, då bröderna var mycket berusade och bråkiga. Poliskonstapel Hedén och Victor Jansson kände till varandra sedan Janssons uppväxt och Jansson var av polisen en känd fyllerist, flera gånger straffad för grovt våld. Poliserna uppmanade bröderna att gå hem. Bröderna bodde i arbetarbostäderna vid Gamlestadens fabriker, och poliskonstaplarna följde efter dem för att se till att de inte orsakade mer bråk. I förhör uppgav bröderna att de blivit slagna med batong vid flera tillfällen under vägen hem, något som konstapel Fredén nekade till. På en gångstig mellan Ånäsvägen och arbetarbostäderna blev det bråk mellan Hedén och Jansson, och med en fällkniv högg den senare Hedén med två hugg som träffade halsen och tinningen, skador som Hedén ganska snabbt avled av. Knivmordet bevittnades av tre artillerister som även hjälpte poliskonstapel Fredén att senare gripa Jansson som då lyckats ta sig hem. Jansson dömdes till sex års straffarbete för "misshandel i hastigt mod utan avsikt att döda".